# Kirkuk (governació)
La governació de Kirkuk  (en àrab: محافظة كركوك, Muḥāfaẓat Karkūk; en kurd: پارێزگای کەرکووک, Parêzgeha Kerkûkê/Parêzgayi Kerkûk; en turc: Kerkük ili) o província de Kirkuk és una governació del nord d'Iraq. Té una superfície de 10.500 km² i una població estimada de 1.597.876 habitants (2018). La seva densitat de població és de 152,2 h/km²  i ha tingut un percentatge d'augment anual (2009-2018) del 2,2%.
La ciutat de Kirkuk, és la capital i la més poblada de la governació.
El 1976 la governació de Kirkuk passa a ser denominada At-Ta'mim Governorate (nacionalització), en referència a les reserves de petroli i gas natural que hi ha. El 2006 recupera el seu antic nom de governació de Kirkuk.

## Geografia
La governació de Kirkuk està situada en una zona que enllaça el nord i el centre d'Irak. Limita amb les governacions de Sulaymaniyya, Arbela, Naynawa, Salah ad-Din i de Diyala. Té una superfície de 9.676 km², que representa el 2,2% de la superfície de l'Iraq.
La província està irrigada per diversos rius. Les terres de les ribes són molt productives per l'agricultura. Els rius de la província són: el riu Zab, el Tigris i el Khassa (estacional).

## Demografia i població
El 2018 el 49,7% dels seus habitants són homes i el 50,3% són dones. El 26,1% (416.770 persones) viuen en zones rurals i el 73,9% (1.181.106 persones) viuen en zones urbanes.
Amb les polítiques d'arabització del partit Baas el nombre dels `àrabs s'incrementa en els censos oficials i per això, és més fiable utilitzar les dades del cens de 1957 per conèixe el percentatge de les persones dels diferents grups humans.
El 1976 les fronteres de la governació de Kirkuk són alterades quan 4 districtes passen a ser part de les governacions de Sulaymaniyya, Diyala i Salah ad-Din. Al mateix temps, la governació de Kirkuk rep la zona poblada per àrabs del districte de Zab que pertanyien a la governació de Mosul. El nombre de kurds ha continuat relativament constant entre el 1957 i el 1977 i a partir de la dècada de 1990 el seu nombre es redueix, coincidint amb el procés d'arabització. Els turkmans veuen com el nombre dels seus habitants es redueix molt pel canvi de les fronteres del govern del Baas des del 21% al 7%.
El 19772.000 cristians (assiris) de la governació són registrats com àrabs. A finals de la Guerra del Golf de 1999 11.000 famílies kurdes són deportades des de Kirkuk. Des de l'Invasió de l'Iraq de 2003 100.000 kurds han retornat a la ciutat de Kirkuk.

### Religió
La majoria dels habitants de Kirkuk són sunnites.

### Estadístiques
La Societat de Nacions va reportar estadístiques de la província el 1925. Els britànics van fer estadístiques de la província (amb diferents fronteres de les actuals) els anys 1924, 1930 i 1930. Segons estadístiques de 1924 a la província hi havia 79.646 kurds (54,4%), 28.395 turkmans (19,3%), 35.649 àrabs (24,4%), 1.703 jueus (1,2%) i 1000 cristians (0,7%). El 1930 hi havia 77.608 kurds (56,7%),28.741 turkmans (21%), 26.561 àrabs (19,4%), 2.472 jueus (1,8%) i 1.228 cristians (0,9%).
El censos iraquians recullen la població de la governació de Kirkuk els anys 1947, 1957, 1977 i 1997. Segons el cens de 1957 la província té 109.620 àrabs (28%); els kurds, 187.593 (48%); els turkmans, 83.371 (21%); els siríacs, 1.605 (0,4%); i 123 jueus. 6.545 pertanyen a altres grups ètnics. El 1997, en canvi es registren 544.596 àrabs (45%), 155.861 àrabs, i 50.099 turkmans.
Segons l'Inernatinal Crisis Group aquest canvi entre els censos de 1977 i 1997 són problemàtics degut a que hi ha sospites de manipulació per part del règim iraquià perquè els ciutadans només poden indicar si són àrabs o kurds. Per això no es pot valorar el nombre de persones d'altres minories com la del tercer grup humà de l'Iraq, els turkmans.

## Història i arqueologia
La fundació de la ciutat de Kirkuk data del 1.600 aC. Correspon a la ciutat de Mesopotàmia, Nuzi. S'han trobat restes històriques a la zona datades des del 3000 aC.
A la província de Kirkuk hi ha els jaciments arqueològics de Nuzi, Arrapha i Lubdu que tenen milers d'any d'antiguitat. Arrapha està situada a la ciutat moderna de Kirkuk, Nuzi és identificat amb el jaciment de Yorghan Tepe, a Lubdu.
Entre el 2014 i el 2017 diverses zones de la governació van ser controlades per l'ISIL i per les forces kurdes Peixmerga. A partir del 2017 l'ISIL només continua actiu en els districtes de Hawija i Daquq. El juny de 2020 es reporta que diversos serveis de seguretat iraquians competeixen entre ells per aprofitar-se d'activitats criminals. Els peixmergues kurds han participat activament en les accions bèl·liques contra l'estat islàmic. Aquest ha fet diversos atacs entre el 2018 i el 2020 a la província. Entre l'1 d'abril i el 30 de juny de 2020 la governació és la segona del país que ha patit més atacs d'ISIS. Estat Islàmic ha dut a terme atacs de franctiradors, emboscades, cremes de cultius, segrestos i assessinats de líders comunitaris i membres de les forces de seguretat; també han atacat infraestructures civils com instal·lacions d'aigua i electricitat.
L'ACLED reporta 324 incidents entre el 2019 i el 2020 (3,9 per setmana) a la governació de Kirkuk. Aquests passen a tots els districtes, tot i que el que en rep més és el de Kirkuk. També ha enregistrat 90 conflictes armats (73 el 2019 i 17 a la primera meitat del 2020). Aquests incidents han afectat a 258 civils (81 morts i 177 ferits), que representen 16 afectats per cada 100.000 habitants.
El 30 de juny de 2020 l'IOM registra que 341.106 refugiats retornen a la governació de Kirkuk.

## Govern i subdivisions administratives
El governador de Kirkuk és Rakkan al-Jabouri (Patriotic Union of Kurdistan - PUK). Aquest fou arrestat per la Cort Iraquiana acusat de corrupció.
La governació de Kirkuk té 4 districts:
- El districte d'Ad-Dibs (o Dibis): 70.774 habitants (2018)[1]
- El districte d'Al-Hawija: 293.290 habitants (2018)[1]
- El districte de Daquq: 95.109 habitants (2018)[1]
- El districte de Kirkuk: 1.138.703 habitants (2018)[1]

## Política

### Eleccions de 2019
Els resultats electorals de les eleccions de 2019 a la governació de Kirkuk són (del total de 484.618 vots):
- Patriotic Union of Kurdistan - 183.283 vots (37,8%)
- Arab Alliance of Kirkuk - 84.102 vots (17,4%)
- Turkman Front of Kirkuk - 79.694 vots (16,4%)
- Victory Coalition - 24.328 vots (5%)
- Conquest Alliance - 18.427 vots (3,8%)
- National Coalition - 14.979 vots (3,1%)
- Nishtiman Coalition - 14.118 vots (2,9%)
- New Generation Movement - 13.096 (2,7%)
- Chaldean Coalition - 4.864 vots (1%)
- Kurdistan Islamic Group - 4.631 vots (1%)
- Chaldean Syriac Assyrian Popular Council - 3.810 vots (0,8)
- Altres - 39.286 vots (8,1%)

## Economia
Els sectors econòmics més importants de la província són el Petroli, el ciment i l'agricultura.
La governació de Kirkuk és rica en recursos minerals. El petroli és el principal producte de la província i a la província hi ha el camp petroler més gran d'Iraq. També té gas natural i sulfur. A més a més, disposa de moltes hectàries de terres cultibables irrigades.

## Infrastructures
La província de Kirkuk té carreteres que la connecten amb les governacions veïnes. Kirkuk està en un lloc estratègic que uneix per carretera i ferrocarril Bagdad amb el nord del país.

### Educació
A la governació de Kirkuk hi ha 988  escoles primàries, 338 escoles secundàries i molts instituts professionals. També hi ha l'Unversitat de Kirkuk.

### Sanitat
A la província de Kirkuk hi ha 8 hospitals i 72 centres mèdics.